# 43.º Festival Internacional de Cine de Berlín
La 43va. edición anual del Festival Internacional de Cine de Berlín se celebró del 11 al 22 de febrero de 1993. El Oso de Oro fue concedido a la película estadounidense-taiwanesa El banquete de bodas, dirigida por Ang Lee, y a la película china Xiāng hún nǚ, dirigida por Xie Fei. En el festival se proyectó una retrospectiva dedicada al CinemaScope.

## Jurado
Se ha anunciado que las siguientes personas formarán parte del jurado del festival:
- Frank Beyer, director y guionista (Alemania) - Presidente del Jurado
- Juan Antonio Bardem, director (España)
- Michel Boujut, escritor, productor y crítico de cine (Francia)
- François Duplat, productor (Francia)
- Katinka Faragó, productor (Suecia)
- Krystyna Janda, actriz (Polonia)
- Naum Kleiman, historiador y crítico de cine (Rusia)
- Brock Peters, actor (Estados Unidos)
- Susan Strasberg, actriz (Estados Unidos)
- Johanna ter Steege, actriz (Países Bajos)
- Zhang Yimou, director (China)

## Películas en competición
Las siguientes películas optaban a los premios Oso de Oro y Oso de Plata:
| Título en idioma inglés  | Título original          | Director(es)        | País                                       |
| ------------------------ | ------------------------ | ------------------- | ------------------------------------------ |
| Arizona Dream            | Arizona Dream            | Emir Kusturica      | Estados Unidos, Francia                    |
|                          | Belle Époque             | Fernando Trueba     | España, Portugal, Francia                  |
| The Cement Garden        | The Cement Garden        | Andrew Birkin       | Francia, Alemania, Reino Unido             |
| Life According to Agfa   | Ha-Chayim Al-Pi Agfa     | Assi Dayan          | Israel                                     |
| Just a Matter of Duty    | Die Denunziantin         | Thomas Mitscherlich | Alemania                                   |
| Diary of a Maniac        | Diario di un vizio       | Marco Ferreri       | Italia                                     |
| Hoffa                    | Hoffa                    | Danny DeVito        | Estados Unidos                             |
| Whoops                   | Hoppá                    | Gyula Maár          | Hungría                                    |
|                          | Le Jeune Werther         | Jacques Doillon     | Francia                                    |
| Pain of Love             | Kærlighedens smerte      | Nils Malmros        | Dinamarca                                  |
| Love Field               | Love Field               | Jonathan Kaplan     | Estados Unidos                             |
| Malcolm X                | Malcolm X                | Spike Lee           | Estados Unidos                             |
| The Betrayed             | Op afbetaling            | Frans Weisz         | Países Bajos                               |
| The Conjugal Bed         | Patul conjugal           | Mircea Daneliuc     | Rumania                                    |
| The Little Apocalypse    | La Petite Apocalypse     | Costa-Gavras        | Francia, Italia, Polonia                   |
| The Russian Singer       | Den russiske sangerinde  | Morten Arnfred      | Dinamarca                                  |
|                          | Samba Traoré             | Idrissa Ouedraogo   | Burkina Faso, Alemania, Ghana, Reino Unido |
|                          | Sankofa                  | Haile Gerima        | Burkina Faso, Francia, Suiza               |
| The Telegraphist         | Telegrafisten            | Erik Gustavson      | Noruega, Dinamarca                         |
| Toys                     | Toys                     | Barry Levinson      | Estados Unidos                             |
| The Sun of the Sleepless | Udzinarta mze            | Temur Babluani      | Georgia                                    |
| The Wedding Banquet      | The Wedding Banquet      | Ang Lee             | Estados Unidos, Taiwán                     |
| No More Mr. Nice Guy     | Wir können auch anders … | Detlev Buck         | Alemania                                   |
| Woman Sesame Oil Maker   | Xiāng hún nǚ             | Xie Fei             | China                                      |
| Yearning                 | Yume no onna             | Bandō Tamasaburō V  | Japón                                      |

## Clave
Ganadora del premio principal a la mejor película de su sección.

## Premios
El jurado concedió los siguientes premios:
- Golden Bear:
  - The Wedding Banquet by Ang Lee
  - Xiāng hún nǚ by Xie Fei
- Silver Bear – Special Jury Prize: Arizona Dream por Emir Kusturica
- Silver Bear for Best Director: Andrew Birkin por The Cement Garden
- Silver Bear for Best Actress: Michelle Pfeiffer por Love Field
- Silver Bear for Best Actor: Denzel Washington por Malcolm X
- Silver Bear for an outstanding artistic contribution: Udzinarta mze, por Temur Babluani
- Silver Bear: Samba Traoré by Idrissa Ouedraogo
- Honourable Mention:
  - Ha-Chayim Al-Pi Agfa por Assi Dayan
  - Wir können auch anders … por Detlev Buck
- Blue Angel Award: Le Jeune Werther por Jacques Doillon
- Honorary Golden Bear:
  - Billy Wilder
  - Gregory Peck
- Berlinale Camera:
  - Victoria Abril
  - Juliette Binoche
  - Gong Li
  - Corinna Harfouch
  - Johanna ter Steege